# Herbert Drury (Eishockeyspieler)
Herbert Joseph Drury (* 2. März 1895 in Midland, Ontario, Kanada; † 1. Juli 1965 in Pittsburgh, Pennsylvania) war ein US-amerikanischer Eishockeyspieler. Er spielte auf der Position des Verteidigers.

## Karriere
Bei den Olympischen Sommerspielen 1920 in Antwerpen gewann er mit der US-amerikanischen Nationalmannschaft, die sich aus Spielern der St. Paul A.C., Pittsburgh AA und Boston AA zusammensetzte, die Silbermedaille im olympischen Eishockeyturnier. Gleiches gelang ihm bei den Olympischen Winterspielen 1924 in Chamonix, wo er in fünf Partien 22 Tore erzielte und drei weitere vorbereitete. In der NHL spielte er von 1925 bis 1930 für die Pittsburgh Pirates, und nachdem das Franchise umzog in der Saison 1930/31 für die Philadelphia Quakers.

## Erfolge und Auszeichnungen
- 1920 Silbermedaille bei den Olympischen Sommerspielen
- 1924 Silbermedaille bei den Olympischen Winterspielen